# Vanda testacea
Vanda testacea es una especie de orquídea que se encuentra en Asia.
Citado a menudo como sinónimo de Vanda parviflora, pero difiere en el tamaño, ya que la planta es más grande y en algunas características florales.

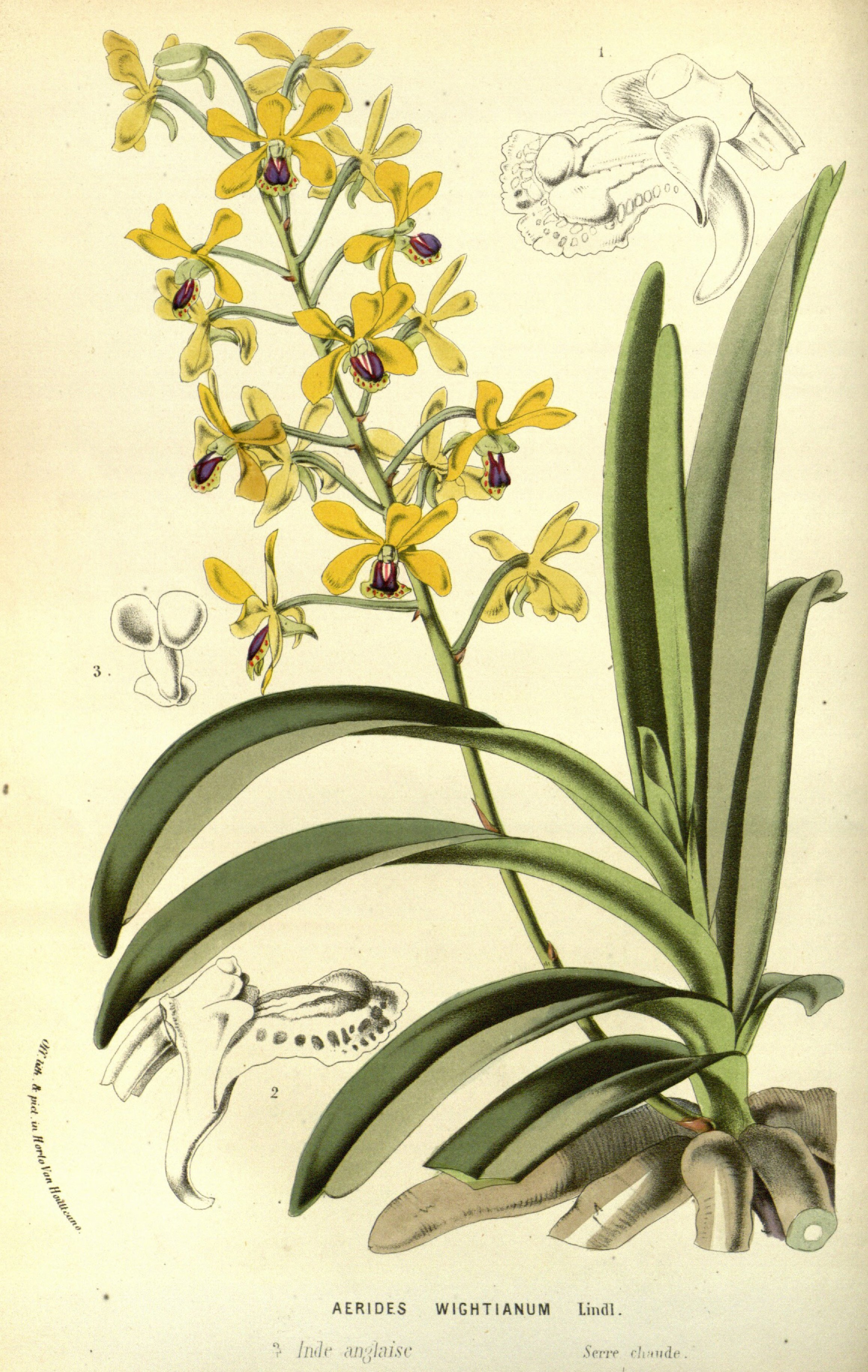
Ilustración

## Descripción
Es una planta pequeña a mediana, que prefiere el clima cálido, de hábitos epifitas que crece con un tallo erecto envuelto por vainas y con hojas de soporte y transporte, oblongas, coriáceas, con el ápice desigual bilobulado o tridentado. Florece en la primavera en una inflorescencia axilar, corpulenta, de 5 a 25 cm de largo, con muchas flores laxas

## Distribución y hábitat
Se encuentra en Birmania, Sri Lanka, India, China, Nepal y Bután en elevaciones de 780 a 2000 metros. 

## Taxonomía
Vanda testacea fue descrita por (Lindl.) Rchb.f. y publicado en The Gardeners' Chronicle, new series 8: 166. 1877.
Etimología
Vanda: nombre genérico que procede del nombre sánscrito dado a la especie  Vanda tessellata  en la India, también puede proceder del latín (vandi) y del griego (dios santísimo ).
testacea: epíteto latino que significa "de color ladrillo rojo".
sinonimia
- Aerides testaceum (Lindl.) Rchb.f. 1830-40
- Aerides wightiamum (Lindl.) 1824
- Aerides wrightianum (Lindl.)ex Wall. 1832
- Vanda parviflora Lindl. 1844
- Vanda testacea Rchb.f. 1877
- Vanda vitellina Kraenzl. 1892[4][5]